# Impero Hoysala
L'impero Hoysala (Kannada: ಹೊಯ್ಸಳ ಸಾಮ್ರಾಜ್ಯ, [hojsəɭə saːmraːdʒjə]) fu un prominente impero che governò sull'India meridionale su gran parte dell'odierno stato del Karnataka tra il X e il XIV secolo.
La capitale dell'impero fu inizialmente Belur ma fu spostata successivamente a Halebidu.
I governatori Hoysala erano originari dei popoli della vallata del Malnad Karnataka, una regione del Ghati occidentali.
Nel XII secolo, avvantaggiandosi dello stato di guerra tra i governanti dell'Impero Chalukya occidentale e i regni Kalachuri, annetterono le zone dell'attuale karnataka e le fertili aree del delta del fiume Kaveri.
Dal XIII secolo, arrivarono a regnare sull'attuale karnataka, parte del Tamil Nadu e parte dell'Andhra Pradesh occidentale in Deccan.
Il periodo Hoysala fu importante nello sviluppo dell'arte, dell'architettura e della religione nel sud dell'India.
L'impero è ricordato innanzitutto per l'architettura dei suoi templi.
Oltre un centinaio dei templi sono sopravvissuti nel Karnataka, incluso il ben famoso tempio Chennakesava a Belur, il tempio Hoysaleswara a Halebidu, e il tempio Kesava a Somanathapura, dal 2023 iscritti collettivamente nella Lista dei patrimoni dell'umanità dell'UNESCO nel sito seriale denominato Complessi sacri degli Hoysala.
I governatori Hoysala patrocinavano le arti, e ciò incoraggiò la fioritura della letteratura kannada e sanscrita.

## Storia

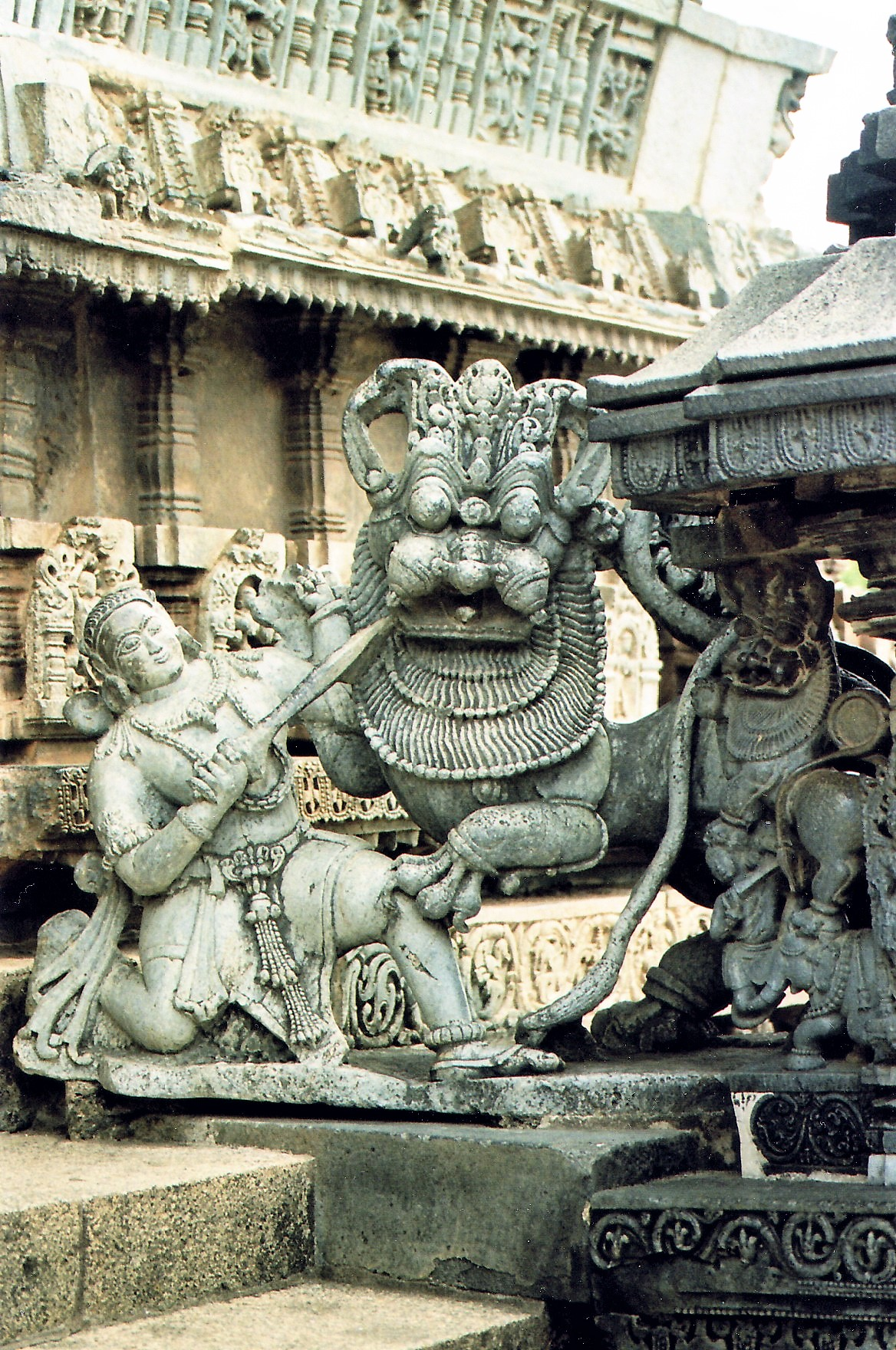
Il combattimento di Sala contro la tigre, simbolo dell'Impero Hoysala a Belur, Karnataka.

Nel folklore Kannada si racconta di un giovane uomo, Sala, che venne incaricato dal suo guru giainista Sudatta di colpire a morte una tigre vicino al tempio della dea Vasantika a Sosevur. La parola "colpire" letteralmente si traduce in hoy in Kannada antico, da qui il nome Hoy-Sala. Questa leggenda apparve per la prima volta nell'iscrizione Belur di Vishnuvardhana (1117), ma a causa di varie incongruenze nella storia di Sala essa rimase esclusivamente nella sfera del folklore. La leggenda prese forma e popolarità dopo la vittoria del re Vishnuvardhana sui Chola, come dimostra lo stemma Hoysala che raffigura la lotta tra il mitico Sala e una tigre (emblema dei Chola).
Precedenti iscrizioni, datate tra il 1078 e il 1090, supponevano che gli Hoysala fossero discendenti degli Yadava dal riferimento degli Yadava vamsa (clan) agli Hoysala vamsa. Ma non ci sono documenti antichi che collega direttamente gli Hoysala con gli Yadava dell'India settentrionale.
Gli storici riferiscono che i fondatori della dinastia fossero nativi del Malnad Karnataka sulla base di numerose iscrizioni, chiamandoli Maleparolganda o "Signore di Male (colline)" (Malepas). Questo titolo nella lingua kannada venne utilizzato con orgoglio dai sovrani Hoysala nelle iscrizioni come firma regale. Fonti letterarie del tempo in lingua kannada (Jatakatilaka) e sanscrito (Gadyakarnamrita) hanno inoltre permesso di confermare come fossero originari della regione dell'odierno stato indiano del Karnataka.
I primi documenti riguardanti la famiglia degli Hoysala è datata 950, con capostipite Arekalla, seguito da Maruga e Nripa Kama I (976). Si succedettero Munda (1006-1026) e Nripa Kama II. Nripa Kama II prese il titolo di Permanadi, dimostrando una prima alleanza con la dinastia Ganga Occidentale. Dalle sue modeste origini, la dinastia Hoysala iniziò la sua trasformazione verso una potente famiglia subordinata all'Impero Chalukya occidentale. Fu attraverso le conquiste militari di Vishnuvardhana che successivamente gli Hoysala raggiunsero per la prima volta lo status di un vero e proprio regno. Con la forza Vishnuvardhana strappò Gangavadi ai Chola nel 1116 e trasferì la capitale da Belur a Halebidu.
L'ambizione di Vishnuvardhana era quella di creare un impero indipendente, e ciò venne raggiunto da suo nipote, Veera Ballala II, che liberò gli Hoysala dalla subordinazione nel 1187. Gli Hoysala, da dinastia subordinata all'Impero Chalukya occidentale, istituì gradualmente un proprio impero nel Karnataka grazie a sovrani forti, quali Vishnuvardhana, Veera Ballala II e successivamente Veera Ballala III. Durante questo periodo l'altopiano del Deccan vedeva altre tre potenze confrontarsi per l'egemonia: Pandya, Kakatiya e Seuna Yadavas di Devagiri.
Veera Ballala II sconfisse l'aggressiva Pandya quando questa invase il regno di Chola, assumendo in seguito il titolo di "Istitutore del Regno di Chola " (Cholarajyapratishtacharya), "Imperatore del Sud" (Dakshina Chakravarthi) e "Imperatore di Hoysala" (Hoysala Chakravarthi). Secondo il folclore del Kannada fu fondatore della città di Bangalore.
Gli Hoysala estesero il loro appoggio a regioni oggi comprese nello stato indiano del Tamil Nadu approssimativamente intorno al 1225, rendendo la città di Kannanur Kuppam, vicino a Srirangam, capitale provinciale e assegnandole il controllo politico del Sud dell'India nel periodo in cui ebbe inizio l'egemonia Hoysala del Deccan meridionale. Vira Someshwara, figlio di Vira Narasimha II, guadagnò il titolo onorifico di Mamadi ("zio") dai Pandya e dai Chola. L'influenza Hoysala si espanse verso il Regno Pandya, e verso la fine del secolo XIII, Veera Ballala III riconquistò i territori persi durante una sollevazione dei Pandya, ampliando il suo regno fino a comprendere tutta la regione a sud del fiume Krishna.
Importanti furono i cambiamenti politici che caratterizzarono l'altopiano del Deccan nei primi anni del secolo XIV, quando significative regioni dell'India settentrionale passarono sotto il dominio musulmano. Alla-ud-Din Khilji, sultano di Delhi, era determinato a portare il Sud indiano sotto il proprio dominio, mandando il comandante Malik Kafur nel meridione al fine di saccheggiare Devagiri, la capitale Seuna, nel 1311. L'impero Seuna venne soggiogato a partire dal 1318 e la capitale Hoysala, Halebidu (chiamato anche Dorasamudra o Dwarasamudra), venne saccheggiata per ben due volte, nel 1311 e nel 1327.
Nel 1336, il Sultanato di Delhi aveva conquistato i Pandya di Madurai, i Kakatiya di Warangal e il piccolo regno di Kampili. L'Impero Hoysala fu l'unico impero indù a resistere agli eserciti invasori. Veera Ballala III ripiegò a Tiruvannamalai offrendo una strenua resistenza alle invasioni da nord e dal Sultanato di Madurai a sud. Ma infine, dopo quasi due decenni di resistenza, Veera Ballala III venne ucciso nella battaglia di Madurai nel 1343 e i territori sovrani dell'Impero Hoysala vennero incorporate alla regione amministrata da Harihara I nella regione di Tungabhadra. Un nuovo grande regno indù stava nascendo, e avrebbe resistito alla invasioni musulmane da nord, prosperando e venendo conosciuto più tardi come l'Impero Vijayanagara.

## Economia
L'amministrazione dell'Impero Hoysala era sostenuta dai ricavi derivanti da un'economia prevalentemente agraria. Il re dava la concessione di terreni, come premi per determinati servizi a dei beneficiari che poi divennero proprietari, affittuari, produttori agricoli e forestali. Ci furono due tipi di proprietari (gavunda); i praja gavunda con lo status inferiore, e i Prabhu gavunda con uno status superiore. Gli altopiani, con un clima temperato, erano adatti agli allevamenti bovini e all'impianto di frutteti e alla coltivazione delle spezie. Il riso e il grano furono le colture di base nelle pianure tropicali (Bailnad). Il sistema agrario dell'Impero Hoysala si basava su importanti opere di irrigazione, che andavano dalle cisterne, ai serbatoi con chiuse, canali e pozzi che vennero costruiti e mantenuti a spese degli abitanti dei villaggi locali. Cisterne per l'irrigazione come Vishnusagara, Shantisagara, Ballalarayasagara vennero creati a spese dello Stato.
L'importazione di cavalli utilizzati per il trasporto generale e nelle cavallerie di numerosi eserciti indiani fu un fiorente commercio sul litorale occidentale. Le foreste davano legnami importanti quali il teak, che venne esportato attraverso i porti situati nella regione dell'odierno Kerala. Documenti risalenti alla dinastia Sung dalla Cina menzionare la presenza di mercanti indiani nei porti della Cina meridionale, indicando come fossero attivi gli scambi commerciali con i regni d'oltremare. Le esportazioni dell'India meridionale riguardavano il settore tessile, spezie, piante medicinali, pietre preziose, ceramiche, sale, gioielli, oro, avorio, corna di rinoceronte, ebano, aloe, profumi, sandalo, canfora. Principali destinazioni erano la Cina, Dhofar, Aden, e Siraf (porto d'entrata per i mercati di Egitto, Arabia e Persia). Architetti (Vishwakarmas), scultori, orafi e di altri abili artigiani furono alla base di una prospera economia legata alla costruzione dei numerosi templi.
L'assemblea di villaggio era responsabile della raccolta delle tasse governative sul territorio. Le entrate legate alla terra erano chiamate Siddhaya. Le tasse erano riscosse sulle professioni, sui matrimoni, sulle merci in transito su carri o carrozze, sugli animali addomesticati. Documentazioni rivelano come fossero presenti tasse su determinati prodotti (oro, pietre preziose, profumi, sandalo, corde, filati, alloggi, negozi, bovini, presse per la canna da zucchero) e su determinate produzioni (pepe nero, foglie di betel, ghee, riso, spezie, foglie di palma, noci di cocco, zucchero). Le assemblee di villaggio potevano imporre una tassa per uno scopo specifico, come ad esempio la costruzione di un serbatoio per l'acqua.

## Amministrazione

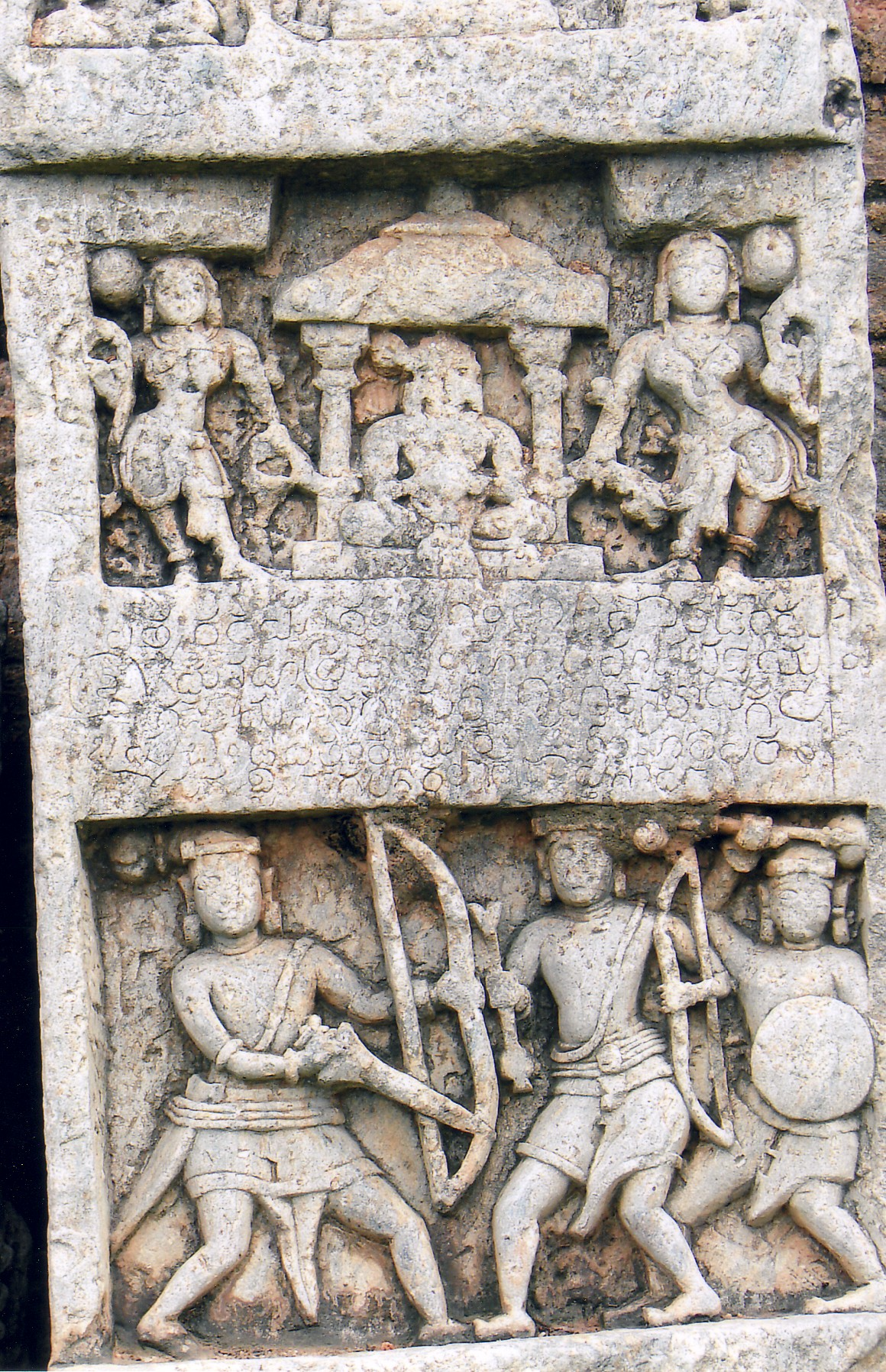
Virgal (pietra dell'eroe) con iscrizioni in kannada antico, 1220 d.C. ad Araskere nel Karnataka.

Nella sua prassi amministrativa, l'Impero Hoysala seguì alcuni dei metodi consolidati dai propri predecessori, nella struttura degli organismi di gabinetto e di comando, negli organi di governo locale e nella divisione del territorio. Le documentazioni indicano anche i nomi di molte posizioni delle alte sfere rapportate direttamente al re. I ministri anziani venivano chiamati Pancha Pradhanas, i ministri responsabili per gli affari esteri Sandhivigrahi e il capo tesoriere Mahabhandari o Hiranyabhandari, il giudice a capo della giustizia Hoysala era il Dharmadhikari.
Il regno era diviso in province chiamate Nadu, Vishaya, Kampana e Desha, elencate in ordine decrescente alla dimensione geografiche. Ogni provincia possedeva un organo di governo locale che consisteva in un ministro (Mahapradhana) e un tesoriere (Bhandari) riferito al governante di quella provincia (Dandanayaka). Sotto questo governatore locale vi erano funzionari chiamati Heggadde e Gavunda che controllavano e supervisionavano gli agricoltori locali e gli operai assunti per coltivare la terra. Alcuni clan subordinati (o vassalli), come gli Alupas, continuarono a governare i loro rispettivi territori, seguendo le politiche determinate dall'impero.
Un'élite ben addestrata di guardie del corpo, nota come Garuda, proteggeva i membri della famiglia reale in qualsiasi momento. La loro lealtà era così completa che potevano anche suicidarsi dopo la morte del loro protetto. A memoria di queste guardie del corpo vennero effettuate anche delle iscrizioni, chiamate pilastri di Garuda. Il pilastro del tempio Hoysaleswara a Halebidu è stato eretto in onore di Kuvara Lakshma, ministro e guardia del corpo del re Veera Ballala II.
La monetazione del re Vishnuvardhana riporta le leggendarie vittorie con iscrizioni nello stile kannada degli Hoysala: "vincitore a Nolambavadi" (Nolambavadigonda), "vincitore a Talakad" (Talakadugonda), "capo dei Malepa" (Maleparolganda), "valoroso di Malepa" (Malepavira). Le loro monete in oro venivano chiamate Honnu o Gadyana e pesavano 62 grani d'oro. Pana o Hana erano un decimo di Honnu; Haga era un quarto di Pana e Visa un quarto di Haga. Altre monete erano chiamate Bele e Kani.

## Cultura

### Religione

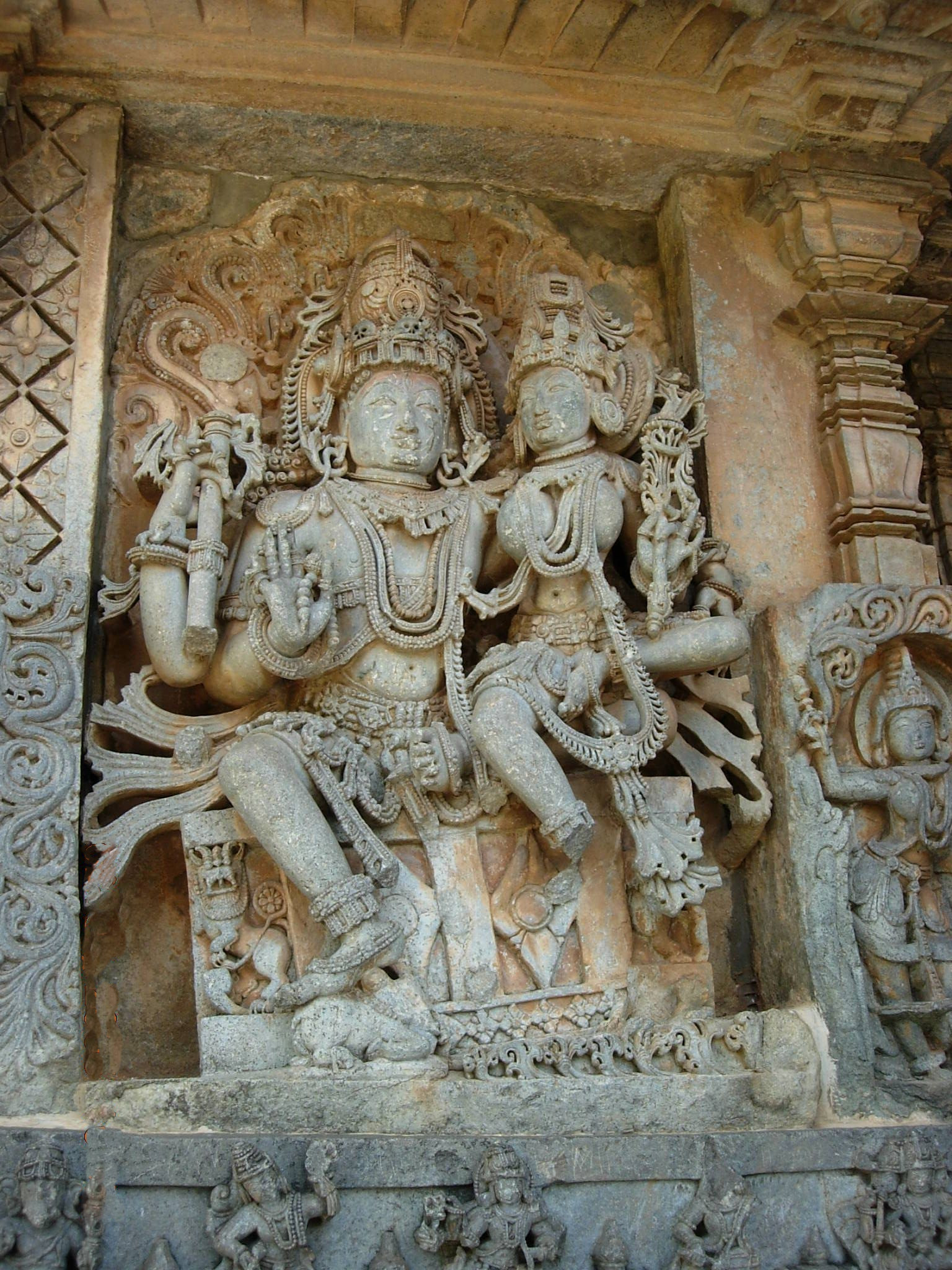
Shiva e Parvati, Dettaglio del tempio di Hoysaleswara, Halebid.

La sconfitta della Dinastia Ganga occidentale giainista ad opera dei Chola all'inizio del secolo XI, e il crescente numero di seguaci dell'Induismo vaishnava e del Virashaivismo nel secolo XII si accompagnò ad una diminuzione speculare di interesse verso il Giainismo. Due località notevole interesse per il culto giainista in territorio Hoysala furono Shravanabelagola e Kambadahalli.
Il declino del buddismo nell'India meridionale ebbe inizio già nell'VIII secolo con la diffusione della filosofia Advaita di Adi Shankara. Gli unici luoghi di culto buddista nell'Impero Hoysala furono a Dambal e Balligavi.
Shantala Devi, regina di Vishnuvardhana fu di fede giainista, ma comunque commissionò il tempio indù di Kappe Chennigaraya a Belur, la prova che la famiglia reale fu tollerante verso tutte le religioni. Durante il dominio degli Hoysala, tre importanti sviluppi religiosi ebbero luogo nell'odierno Karnataka, ispirati da tre filosofi, Basavanna, Madhvacharya e Ramanujacharya.
Mentre l'origine della fede Virashaiva è ancora discussa, il movimento crebbe attraverso la sua associazione con Basavanna nel secolo XII. Basavanna e altri santi Virashaiva predicarono una fede senza un sistema di caste. Esortava le masse semplici del popolo kannada e scrisse "il lavoro è culto" (Kayakave Kailasa). Madhvacharya fu critico verso gli insegnamenti di Adi Shankara, sostenendo come il mondo fosse reale e non un'illusione. La sua filosofia guadagnò popolarità che gli permise di stabilire otto Matha (monasteri) ad Udupi. Ramanujacharya, il capo del monastero vaishnava a Srirangam, predicò la via della devozione (bhakti marga) e scrisse lo Sribhashya, una critica sulla filosofia Advaita di Adi Shankara.
L'impatto di questi religiosi ebbe sviluppi profondi nella cultura, letteratura, poesia e architettura dell'India meridionale. Nei secoli successivi furono scritte importanti opere di letteratura e poesia basate sugli insegnamenti di questi filosofi. Importanti dinastie dell'Impero Vijayanagara, che avrebbe colto l'eredità dell'Impero Hoysala, quali i Saluva, i Tuluva e Aravidu furono seguaci di Vaishnavismo e Vaishnava e un tempio con l'immagine di Ramanujacharya esistette a Vijayanagara. Studiosi durante il più tardo Regno di Mysore scrissero opere attraverso gli insegnamenti di Ramanujacharya. Il sovrano Vishnuvardhana costruì molti templi dopo la sua conversione dal Giainismo al Vaishnavismo. Successivamente santi devoti all'ordine di Madhvacharya, come Jayatirtha, Vyasatirtha, Sripadaraya, Vadirajatirtha e altri devoti (dasa) come ad esempio Vijaya Dasa, Gopaladasa, diffusero i suoi insegnamenti in diverse regioni del Karnataka. Un'altra ondata di devozione (bhakti) nel secolo XVII e nel secolo XVIII trassero ispirazione sempre dagli insegnamenti di Madhvacharya.

### Società

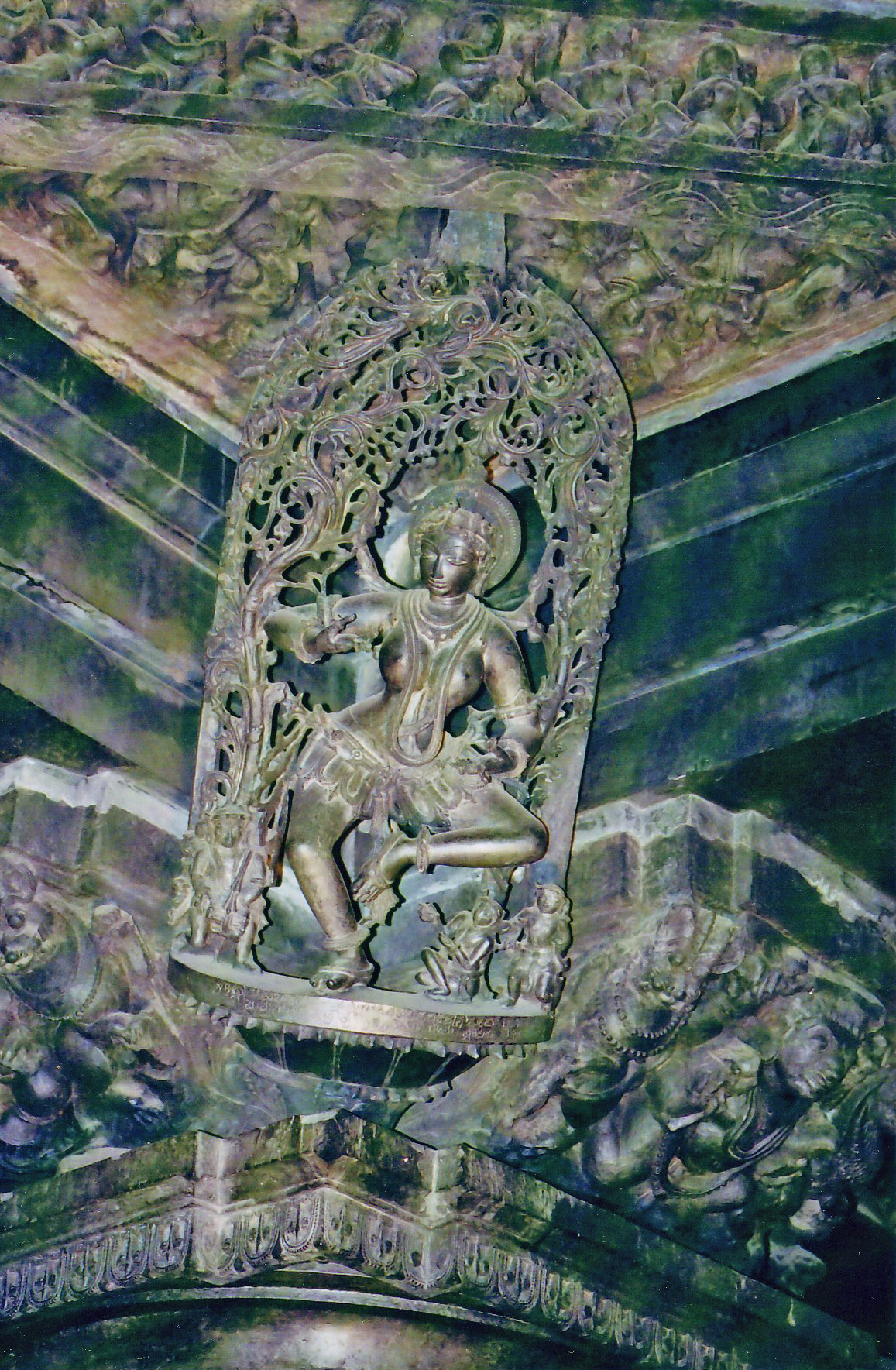
Danzatrice, 1117 (Madanika) a Belur.

La società Hoysala per molti aspetti riflette i nuovi sviluppi in campo religioso, politico e culturale di quei tempi. Durante questo periodo, la società divenne sempre più sofisticata. Lo status delle donne per certi versi cambiò. Alcune donne della casa reale vennero coinvolte in questioni amministrative come mostrato documenti contemporanei che descrivono l'amministrazione di Halebidu da parte della regina Umadevi durante l'assenza di Veera Ballala II impegnato in lunga campagna militare nel nord del paese. La regina si scontrò e sconfisse alcuni antagonisti feudale ribelli. Documenti descrivono la partecipazione delle donne nelle belle arti, come ad esempio la regina Shantala Devi abile nella danza e nella musica.
Le danzatrici all'interno dei templi (devadasi) furono comuni all'epoca, e alcune di queste furono istruite nelle varie arti. Queste qualifiche diedero loro più libertà rispetto ad altre zone urbane e rurali, in cui le donne erano limitate ai banali compiti quotidiani. La pratica del sati su base volontaria fu prevalente e la prostituzione venne socialmente accettata. Come per la maggior parte dell'India, il sistema delle caste fu notevolmente presente.
Il commercio, prevalentemente sulla costa occidentale, portò molti stranieri in questa regione, tra cui arabi, ebrei, persiani, cinesi e genti della penisola malese. La migrazione della popolazione nell'India meridionale a seguito dell'espansione dell'impero produsse un afflusso di nuove culture e competenze.
Le città venivano chiamate Pattana o Pattanam, mentre il mercato con il nome di Nagara o Nagaram, che con la sua funzione costituiva il nucleo di una città. Alcune città come ad esempio Shravanabelagola si svilupparono da un precedente insediamento religioso del VII secolo ad un importante centro del commercio nel XII secolo grazie all'arrivo di ricchi commercianti, mentre città come Belur raggiunsero lo status di città regale quando il re Vishnuvardhana costruì importanti templi come quello di Chennakesava.
Il tempio serviva sia da edificio commerciale, sia per le funzioni prettamente religiose, e non era limitato all'uso esclusivo di un determinato credo induista. I templi costruiti da ricchi proprietari nelle zone rurali soddisfacevano esigenze fiscali, politiche, culturali e religiose della comunità agraria. Indipendentemente dal patrocinio, i grandi templi garantirono l'occupazione a centinaia di persone di varie corporazioni e professioni, e il sostegno delle comunità locali garantì la crescita di questi che assunsero la forma dei ricchi monasteri buddisti.

### Letteratura
Sebbene la letteratura sanscrita sia rimasta popolare durante il dominio Hoysala, ebbe impulso il patrocinio della casa regale verso studiosi locali di lingua kannada. Nel XII secolo alcune opere vennero scritte nello stile Champu, ma la metrica kannada divenne maggiormente distintiva e più largamente accettata. Le metriche utilizzate furono la Sangatya nelle composizioni, Shatpadi (sette linea) e Tripadi (tre linee) nei versi e la Ragale (poesie lirica). Le opere giainiche continuarono ad esaltare le virtù dei Tirthankara (asceti giainisti).
La corte Hoysala sosteneva studiosi come ad esempio Janna, Rudrabhatta, Harihara e suo nipote Raghavanka, le cui opere sono tra i maggiori capolavori kannada. Nel 1209 lo studioso giainista Janna scritte lo Yashodharacharite, la storia di un re che intendeva operare un sacrificio rituale di due giovani ragazzi ad una divinità locale, Mariamma. Mosso da pietà verso i ragazzi, il re li lascia liberi, abbandonando la pratica del sacrificio umano. In onore di questo lavoro Janna ricevette il titolo di "imperatore tra poeti" (Kavichakravarthi) dal re Veera Ballala II.
Rudrabhatta, un bramino Smartha fu il primo scrittore bramino noto il cui patrocinio arrivò da Chandramouli, un ministro di re Veera Ballala II. Sulla base di precedenti lavori di Vishnu Purana, scrisse il Jagannatha in stile Vijaya Champu relativamente alla vita di Krishna e alla sua lotta con il demone Banasura.
Harihara (noto anche come Harisvara), scrittore Virashaiva fu patrocinato da re Narasimha I, e scrisse il Girijakalyana nel vecchio stile Champu descrivendo il matrimonio di Shiva e Parvati. Fu tra i primi scrittori Virashaiva che non facevano parte della tradizione letteraria Vachana. Egli proveniva da una famiglia di contabili (Karanika) di Halebidu e trascorse molti anni ad Hampi scrivendo più di cento Ragale in elogio a Virupaksha (una forma di Shiva). Raghavanka fu il primo ad introdurre la metrica Shatpadi nella letteratura kannada nel suo Harishchandra kavya, considerato un classico, anche se talvolta viola norme rigorose della grammatica kannada.
In sanscrito il filosofo Madhvacharya scrisse Rigbhshya sui Brahma Sutra (una spiegazione logica delle scritture indù, i Veda) così come molte opere polemiche a confutare le dottrine di altre scuole dei Veda. Un altro famoso scritto fu il Rudraprshnabhashya di Vidyatirtha.

### Architettura

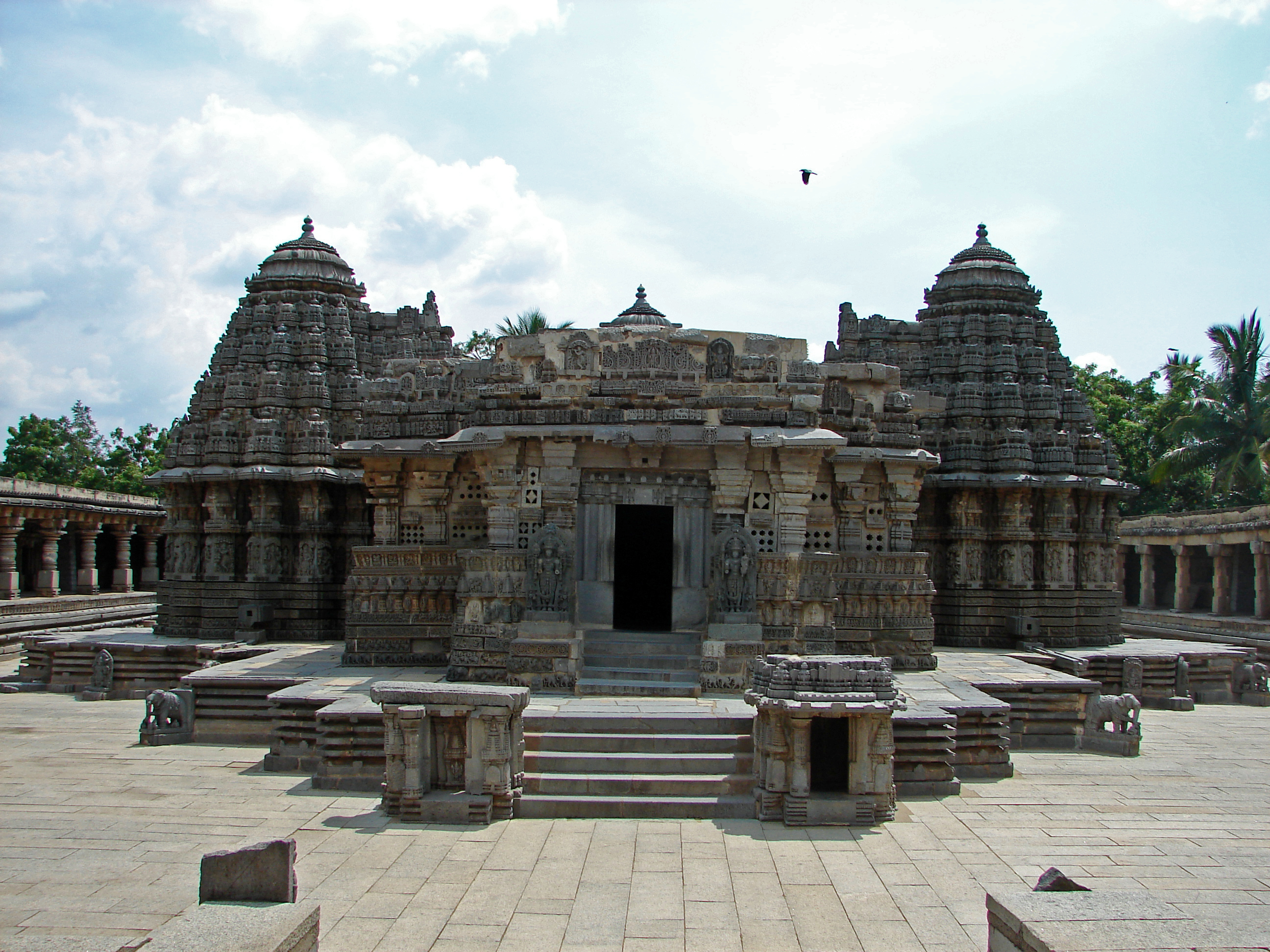
Il tempio Keshava a Somanathapura, Karnataka.

Il moderno interesse per gli Hoysala è dovuto al loro patrocinio nel campo dell'arte e dell'architettura, piuttosto che verso le loro conquiste militari. La grande costruzione di templi in tutto il regno fu realizzata in maniera costante, nonostante la continua minaccia dei Pandya a sud e dei Seuna Yadava a nord. Il loro stile architettonico, un ramo dello stile Chalukya occidentale, mostra distinte influenze dravidiche. Lo stile architettonico Hoysala è descritto con il nome di Karnata Dravida, distinto quindi da quello tradizionale Dravida, ed è considerata una tradizione architettonica indipendente e con molte caratteristiche uniche.
Una caratteristica dell'architettura dei templi Hoysala è la sua squisita attenzione al particolare e alla maestria qualificata. La torre nel tempio santuario (Vimana) è finita delicatamente con intricati intagli, mostrando attenzione ad elaborati ornamenti e dettagli, piuttosto che alla sua forma e altezza. La progettazione di base del santuario avviene attraverso un'ordinata successione di livelli decorativi. Le sculture dei templi Hoysala replicano questa attenzione alla delicatezza e si concentra sulla raffigurazione della bellezza femminile e della sua grazia. Gli artisti Hoysala realizzarono le loro opere avvalendosi di una pietra morbida come base per le loro costruzioni e le loro sculture.
I maggiori esempi dell'arte Hoysala sono il tempio di Chennakesava a Belur (1117), il tempio Hoysaleswara a Halebidu (1121), il tempio Chennakesava di Somanathapura (1279), i templi a Arasikere (1220), Amrithapura (1196), Belavadi (1200) e Nuggehalli (1246). Mentre i templi a Belur e Halebidu sono i più noti per la bellezza delle loro sculture, l'arte Hoysala trova la sua più completa espressione nei templi più piccoli e meno noti. I muri esterni di tutti questi templi contengono un intricato sistema di pietre lavorate, sculture e fregi orizzontali che raffigurano l'epica indù. Queste rappresentazioni sono generalmente da tradizione in senso orario (pradakshina). Il tempio di Halebidu è stato descritto come un eccellente esempio dell'architettura indù e un'importante pietra miliare dell'architettura indiana. I templi di Belur e Halebidu sono stati proposti per divenire Patrimonio dell'umanità dell'UNESCO.

### Lingua
Le principali lingue utilizzate nell'Impero Hoysala furono il kannada e il sanscrito. I templi servirono come scuole locali dove apprendere gli insegnamenti in sanscrito per divenire bramini, mentre i monasteri giainisti e buddisti erano utilizzati per istituire i nuovi monaci. Scuole di insegnamento superiore venivano chiamate Ghatika. La lingua kannada locale venne ampiamente utilizzato nel crescente numero di movimenti devozionali che esprimevano l'esperienza estatica di vicinanza alle divinità (vachana e devaranama). Mentre nei secoli passati le opere giainiste avevano dominato la letteratura kannada, gli Shaiva e le prime opere braminiche divenne popolari durante il regno Hoysala. Gli scritti in sanscrito includevano poesia, grammatica, lessico, manuali, retorica, commenti sulle vecchie opere, prosa narrativa e teatro. Inscrizioni su pietra (Shilashasana) e lastre di rame (Tamarashasana) erano fatte sia in lingua kannada e sanscrito, oppure bilingue. Sezioni delle iscrizioni bilingue che indicavano il titolo, la genealogia, l'origine dei miti e la benedizione regale, generalmente venivano fatte in sanscrito. La lingua kannada era riservata maggiormente per esigenze della vita comune, ivi comprese le informazioni sui terreni, sui confini, sulla partecipazione delle autorità locali, sui diritti e sugli obblighi dei concessionari, le imposte e le tasse.